# Espace urbain de Pontivy-Loudéac
L'espace urbain de Pontivy-Loudéac est un espace urbain constitué autour des villes de Pontivy dans le Morbihan et de Loudéac dans les Côtes-d'Armor. Par la population, c'est le 61e des 96 espaces urbains français. En 1999, sa population était de 39 006 habitants sur une superficie de 435,29 km2. En 2008, la population s'élève à 40 296 habitants.

## Caractéristiques
En 2008 et dans les limites définies en 1999 par l'INSEE, l'espace urbain de Pontivy-Loudéac comprend 17 communes, dont 3 communes urbaines et 14 communes rurales.

## Tableau synthétique de l’espace urbain de Pontivy-Loudéac
| Zonage                   | Nombre de communes | Population (2008) | Superficie (km²) | Densité (hab./km²) |
| ------------------------ | ------------------ | ----------------- | ---------------- | ------------------ |
| Aires urbaines           | 13                 | 37 292            | 365.09           | 102.14             |
| Pontivy                  | 7                  | 23 075            | 197.80           | 123.29             |
| Loudéac                  | 6                  | 14 365            | 167.29           | 83.28              |
| Communes multipolarisées | 4                  | 2 850             | 70.20            | 40.60              |
| Total                    | 17                 | 40 296            | 435.29           | 92.22              |

## Les communes multipolarisées
| Code INSEE | Commune       | Type           | Département |  | Population (2008) | Superficie (km²) | Densité (hab./km²) |
| ---------- | ------------- | -------------- | ----------- |  | ----------------- | ---------------- | ------------------ |
| 56049      | Croixanvec    | Commune rurale | Morbihan    |  | +0156,            | +0 000 0006,     | +00025,6           |
| 56093      | Kergrist      | Commune rurale | Morbihan    |  | +0650,            | +000 00030,      | +00021,9           |
| 56213      | Saint-Gérand  | Commune rurale | Morbihan    |  | +0998,            | +000 00018,      | +00055,3           |
| 56210      | Saint-Gonnery | Commune rurale | Morbihan    |  | +1 046,           | +000 00016,      | +00064,2           |
|            |               |                |             |  | 2 850             | 70.20            | 40.60              |